# 예술심리학
예술심리학(psychology of art)은 그림을 보거나 조각품을 만지는 것과 같이 미적 인공물에 대한 감각적 인식에 의해 촉발되는 인지적, 감정적 과정을 과학적으로 연구하는 학문이다. 이는 신경미학을 포함한 미학의 심리학과 밀접하게 관련된 새로운 다학제적 탐구 분야이다.
예술심리학은 예술에 대한 심리적 반응을 질적으로 조사하기 위한 실험적 방법뿐만 아니라 신경영상을 통한 신경생물학적 상관관계에 대한 실증적 연구도 포함한다.

## 같이 보기
- 신경미학